# Villentrois-Faverolles-en-Berry
Villentrois-Faverolles-en-Berry est une commune nouvelle française regroupant les deux communes de Villentrois et Faverolles-en-Berry, située dans le département de l'Indre, en région Centre-Val de Loire.
La commune fut créée le 1er janvier 2019.

## Géographie

### Localisation
La commune est située dans le nord du département, à la limite avec les départements de Loir-et-Cher et d'Indre-et-Loire. Elle est située dans la région naturelle du Boischaut Nord.
Les communes limitrophes sont : Lye (4 km), Fontguenand (6 km), Châteauvieux (7 km), Luçay-le-Mâle (8 km), Valençay (9 km), Veuil (10 km) et Nouans-les-Fontaines (?km).
Les communes chefs-lieux et préfectorales sont : Valençay (9 km), Châteauroux (46 km), Issoudun (48 km), Le Blanc (69 km) et La Châtre (79 km).

### Hameaux et lieux-dits
Les hameaux et lieux-dits de la commune sont : les Héraults, la Saussardière, Chantelouse, les Boileaux, Micq, la Grande Métairie, les Corbeillères, les Maisons Rouges et Rochefort.

### Géologie et hydrographie
La commune est classée en zone de sismicité 2, correspondant à une sismicité faible.
Le territoire communal est arrosé par la rivière Modon. On y trouvait également un étang qui est appelé « La Planche Baron ».

### Climat
Pour des articles plus généraux, voir Climat du Centre-Val de Loire et Climat de l'Indre.
En 2010, le climat de la commune est de type climat océanique dégradé des plaines du Centre et du Nord, selon une étude du CNRS s'appuyant sur une série de données couvrant la période 1971-2000. En 2020, Météo-France publie une typologie des climats de la France métropolitaine dans laquelle la commune est exposée à un climat océanique altéré et est dans la région climatique Centre et contreforts nord du Massif Central, caractérisée par un air sec en été et un bon ensoleillement.
Pour la période 1971-2000, la température annuelle moyenne est de 11,8 °C, avec une amplitude thermique annuelle de 15,3 °C. Le cumul annuel moyen de précipitations est de 690 mm, avec 11 jours de précipitations en janvier et 6,7 jours en juillet. Pour la période 1991-2020, la température moyenne annuelle observée sur la station météorologique de Météo-France la plus proche, sur la commune de Lye à 4 km à vol d'oiseau, est de 12,1 °C et le cumul annuel moyen de précipitations est de 673,1 mm,. Pour l'avenir, les paramètres climatiques de la commune estimés pour 2050 selon différents scénarios d'émission de gaz à effet de serre sont consultables sur un site dédié publié par Météo-France en novembre 2022.

### Voies de communication et transports
Le territoire communal est desservi par les routes départementales : 22, 22A, 33, 37, 52 et 128.
La gare ferroviaire la plus proche est la gare de Selles-sur-Cher, à 14 km.
Villentrois est desservie par la ligne A du Réseau de mobilité interurbaine.
L'aéroport le plus proche est l'aéroport de Châteauroux-Centre, à 49 km.
Le territoire communal est traversé par le sentier de grande randonnée de pays de Valençay.

## Urbanisme

### Typologie
Au 1er janvier 2024, Villentrois-Faverolles-en-Berry est catégorisée commune rurale à habitat dispersé, selon la nouvelle grille communale de densité à sept niveaux définie par l'Insee en 2022.
Elle est située hors unité urbaine et hors attraction des villes,.

### Logement
Le tableau ci-dessous présentait le détail du secteur des logements de la commune :
| Date du relevé                                              | 2016 |
| Nombre total de logements                                   | ?    |
| Résidences principales                                      | ? %  |
| Résidences secondaires                                      | ? %  |
| Logements vacants                                           | ? %  |
| Part des ménages propriétaires de leur résidence principale | ? %  |

### Risques majeurs
Le territoire de la commune de Villentrois-Faverolles-en-Berry est vulnérable à différents aléas naturels : météorologiques (tempête, orage, neige, grand froid, canicule ou sécheresse), feux de forêts et séisme (sismicité faible). Un site publié par le BRGM permet d'évaluer simplement et rapidement les risques d'un bien localisé soit par son adresse soit par le numéro de sa parcelle.
Pour anticiper une remontée des risques de feux de forêt et de végétation vers le nord de la France en lien avec le dérèglement climatique, les services de l’État en région Centre-Val de Loire (DREAL, DRAAF, DDT) avec les SDIS ont réalisé en 2021 un atlas régional du risque de feux de forêt, permettant d’améliorer la connaissance sur les massifs les plus exposés. La commune, étant pour partie dans les massifs de Brouard et de Gâtine, est classée au niveau de risque 4, sur une échelle qui en comporte quatre (1 étant le niveau maximal).

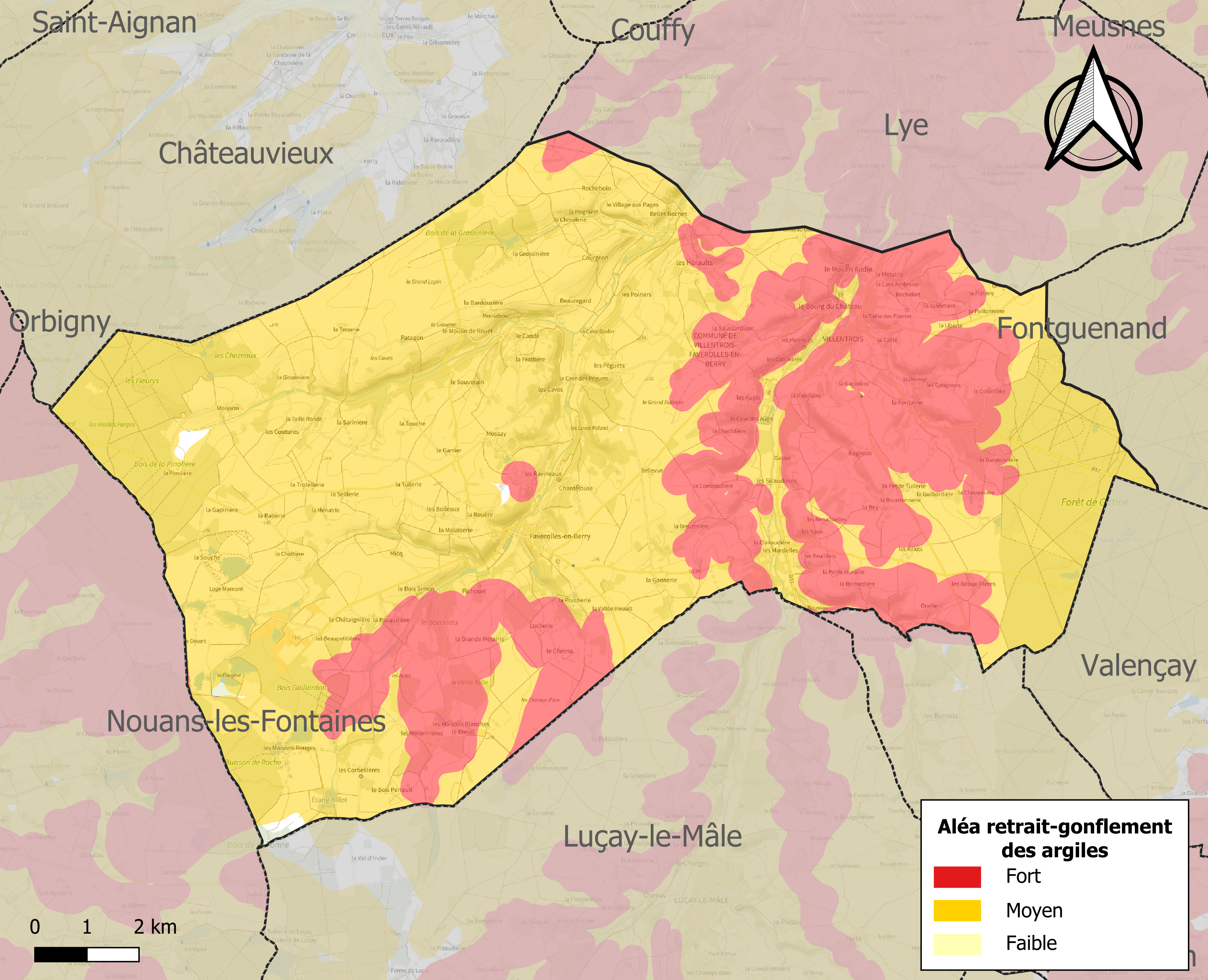
Carte des zones d'aléa retrait-gonflement des sols argileux de Villentrois-Faverolles-en-Berry.

Le retrait-gonflement des sols argileux est susceptible d'engendrer des dommages importants aux bâtiments en cas d’alternance de périodes de sécheresse et de pluie. 99,6 % de la superficie communale est en aléa moyen ou fort (84,7 % au niveau départemental et 48,5 % au niveau national). Sur les 677 bâtiments dénombrés sur la commune en 2019, 677 sont en aléa moyen ou fort, soit 100 %, à comparer aux 86 % au niveau départemental et 54 % au niveau national. Une cartographie de l'exposition du territoire national au retrait gonflement des sols argileux est disponible sur le site du BRGM,.
Concernant les mouvements de terrains, la commune a été reconnue en état de catastrophe naturelle au titre des dommages causés par la sécheresse en 1989, 1991, 1992, 1993, 2018 et 2019 et par des mouvements de terrain en 1999.

## Histoire
Créée par un arrêté préfectoral du 7 décembre 2018, elle est issue du regroupement des deux communes de Villentrois et Faverolles-en-Berry, qui sont devenues des communes déléguées. Son chef-lieu est fixé à Villentrois.

## Politique et administration
La commune dépend de l'arrondissement de Châteauroux, du canton de Valençay, de la deuxième circonscription de l'Indre et de la communauté de communes Écueillé - Valençay.
Elle dispose d'une agence postale communale et d'un centre de première intervention.
| Période                                  | Période  | Identité         | Étiquette | Qualité |
| ---------------------------------------- | -------- | ---------------- | --------- | ------- |
| 1er janvier 2019                         | 2020     | ?                | ?         | ?       |
| 2020                                     | En cours | William Guimpier |           |         |
| Les données manquantes sont à compléter. |          |                  |           |         |

| Nom                 | Code Insee | Intercommunalité       | Superficie (km2) | Population (dernière pop. légale) | Densité (hab./km2) |
| ------------------- | ---------- | ---------------------- | ---------------- | --------------------------------- | ------------------ |
| Villentrois (siège) | 36244      | CC Ecueillé-Valençay   | 32,38            | 596 (2016)                        | 18                 |
| Faverolles-en-Berry | 36072      | CC Écueillé - Valençay | 41,41            | 327 (2015)                        | 7,9                |

## Population et société

### Démographie
L'évolution du nombre d'habitants est connue à travers les recensements de la population effectués dans la commune depuis sa création.

En 2022, la commune comptait 880 habitants, en évolution de −3,61 % par rapport à 2016 (Indre : −3 %, France hors Mayotte : +2,11 %).
| 2016 | 2021 | 2022 |
| ---- | ---- | ---- |
| 913  | 874  | 880  |

### Enseignement
La commune dépend de la circonscription académique d'Issoudun.

### Manifestations culturelles et festivités
Chaque année, a lieu le 21 juin, le festival de musique « la Tuffeaumania » et le 8 mai, la randonnée pédestre et VTT de Villentrois.

### Sports
Un site de baignade surveillé (plan d'eau La Planche Baron) est présent dans la commune.

### Médias
La commune était couverte par les médias suivants : La Nouvelle République du Centre-Ouest, Le Berry républicain, L'Écho - La Marseillaise, La Bouinotte, Le Petit Berrichon, France 3 Centre-Val de Loire, Berry Issoudun Première, Vibration, Forum, France Bleu Berry et RCF en Berry.

## Économie
La commune se situait dans la zone d’emploi de Romorantin-Lanthenay et dans le bassin de vie de Valençay.
La viticulture était l'une des activités de la commune, qui se trouvait dans la zone couverte par l'AOC valençay.
La commune se trouvait dans l'aire géographique et dans la zone de production du lait, de fabrication et d'affinage des fromages Valençay et Sainte-maure-de-touraine.

## Culture locale et patrimoine

### Lieux et monuments
- Château de Villentrois
- Église Notre-Dame[30]
- Église Saint-Georges
- Chapelle Saint-Mandé de Villentrois
- Habitations troglodytes
- Maison et buste de Benjamin Rabier
- Monument aux morts

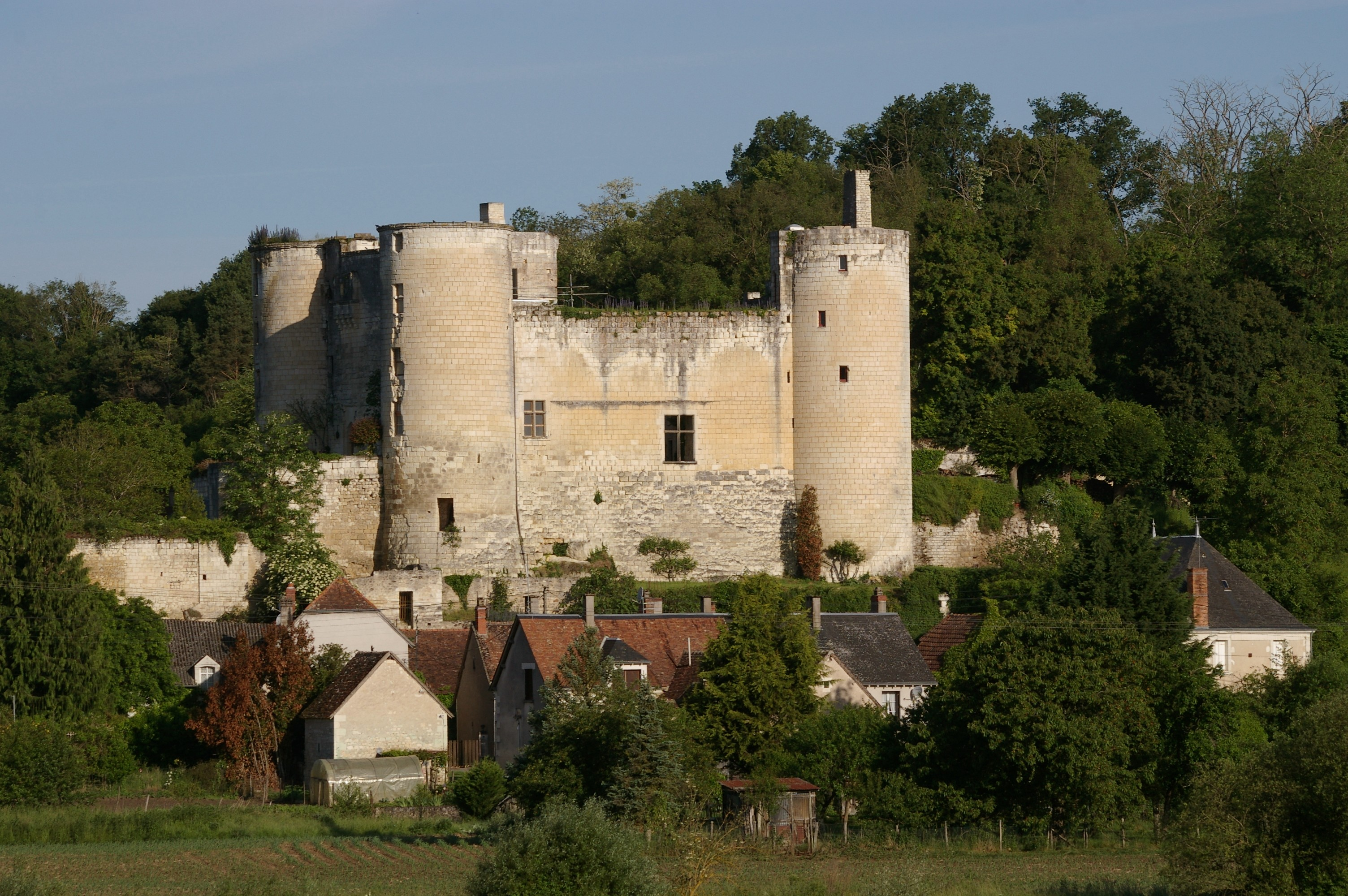
Le château de Villentrois en 2009.
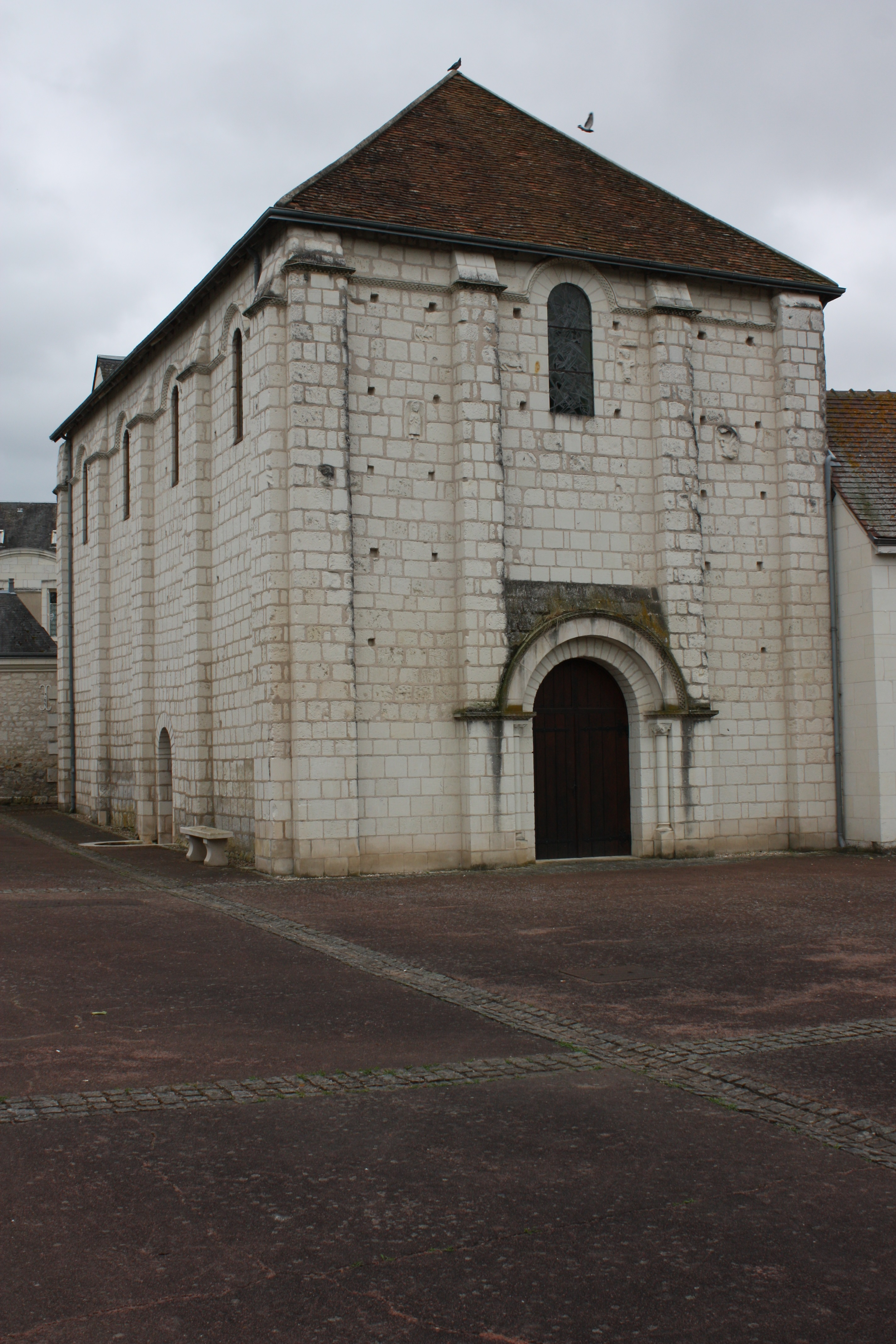
La chapelle Saint-Mandé en 2016.

### Personnalités liées à la commune
- Benjamin Rabier (1864-1939), illustrateur et auteur de bande dessinée français, mort à Faverolles-en-Berry.